# Сіадонча
Сіадонча (ісп. Ciadoncha) — муніципалітет в Іспанії, у складі автономної спільноти Кастилія-і-Леон, у провінції Бургос. Населення — 76 осіб (2010).
Муніципалітет розташований на відстані близько 190 км на північ від Мадрида, 30 км на південний захід від Бургоса.

## Демографія
Динаміка населення (INE ):